# Humber Snipe
La Humber Snipe était une berline de luxe quatre portes produite par le constructeur anglais Humber et présentée en 1930 comme successeur de la Humber 20/55 hp (qui est restée dans le catalogue comme 20/65) en même temps que la Humber Pullman, similaire mais légèrement plus longue.

## Histoire
La première Humber Snipe a été lancée en septembre 1929, sous le slogan "Ces Voitures Que Même Humber n'avait Jamais Construites Avant". La voiture démontra l'influence des compétences de marketing de William Rootes à la suite de la nomination de Rootes Limited comme « Exportateurs Mondiaux » de Humber, et aussi une similitude importante avec leurs Hillman. Presque trois ans plus tard, Humber Limited rejoint ce qui devindra le Groupe Rootes dans le cadre d'une restructuration du capital et de la propriété de Humber en juillet 1932.
Les Snipes et, plus tard, les Super Snipes, devinrent les grosses voitures de propriétaire-pilote du Groupe Rootes jusqu'à ce que la marque disparaisse sous la propriété de  Chrysler.

## 1930-1935: la Snipe 80

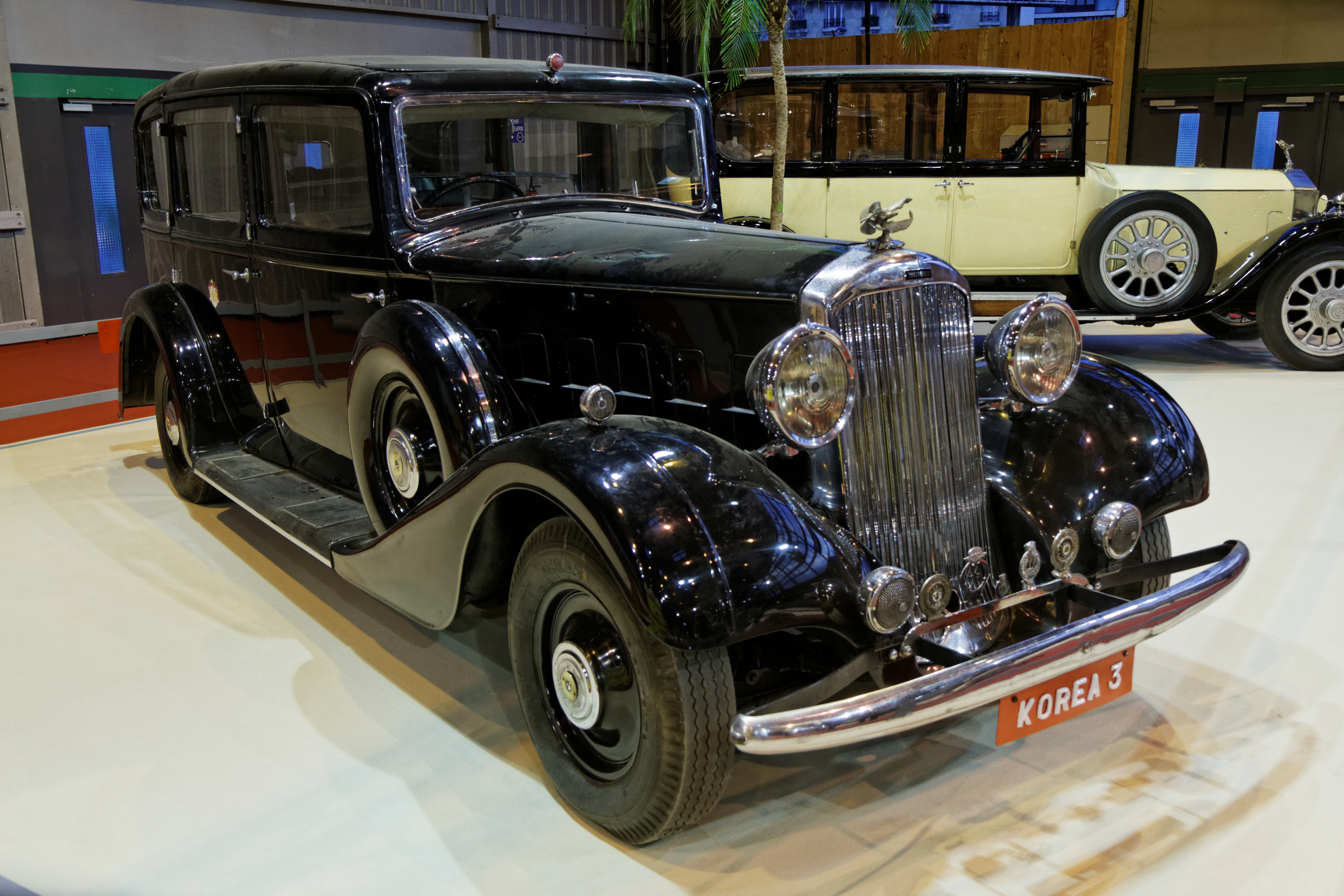
Landaulette Thrupp & Maberly de 1932

La Snipe, ou à partir de la fin 1932, la Snipe 80, mettait en vedette un moteur six cylindres de 80 mm d'alésage et de 116 mm de course de 3 498 cm3 avec soupapes d'admission en tête et soupapes d'échappement latérales qui avait été une caractéristique des moteurs six cylindres de la société depuis le milieu des années 1920. Un seul carburateur Stromberg est employé. La transmission à quatre vitesses est à levier de changement à main droite (conduite à droite) jusqu'en 1931, avant d'être déplacé au centre de la voiture afin de faciliter la production des véhicules à conduite à gauche. Les volets de la calandre sont ouverts et fermés automatiquement par un thermostat pour contrôler le flux d'air de refroidissement. Pour 1933, le moteur a été redessiné à soupapes en tête afin de produire un supplément de 5 ch. Des freins mécaniques Bendix sont montés.

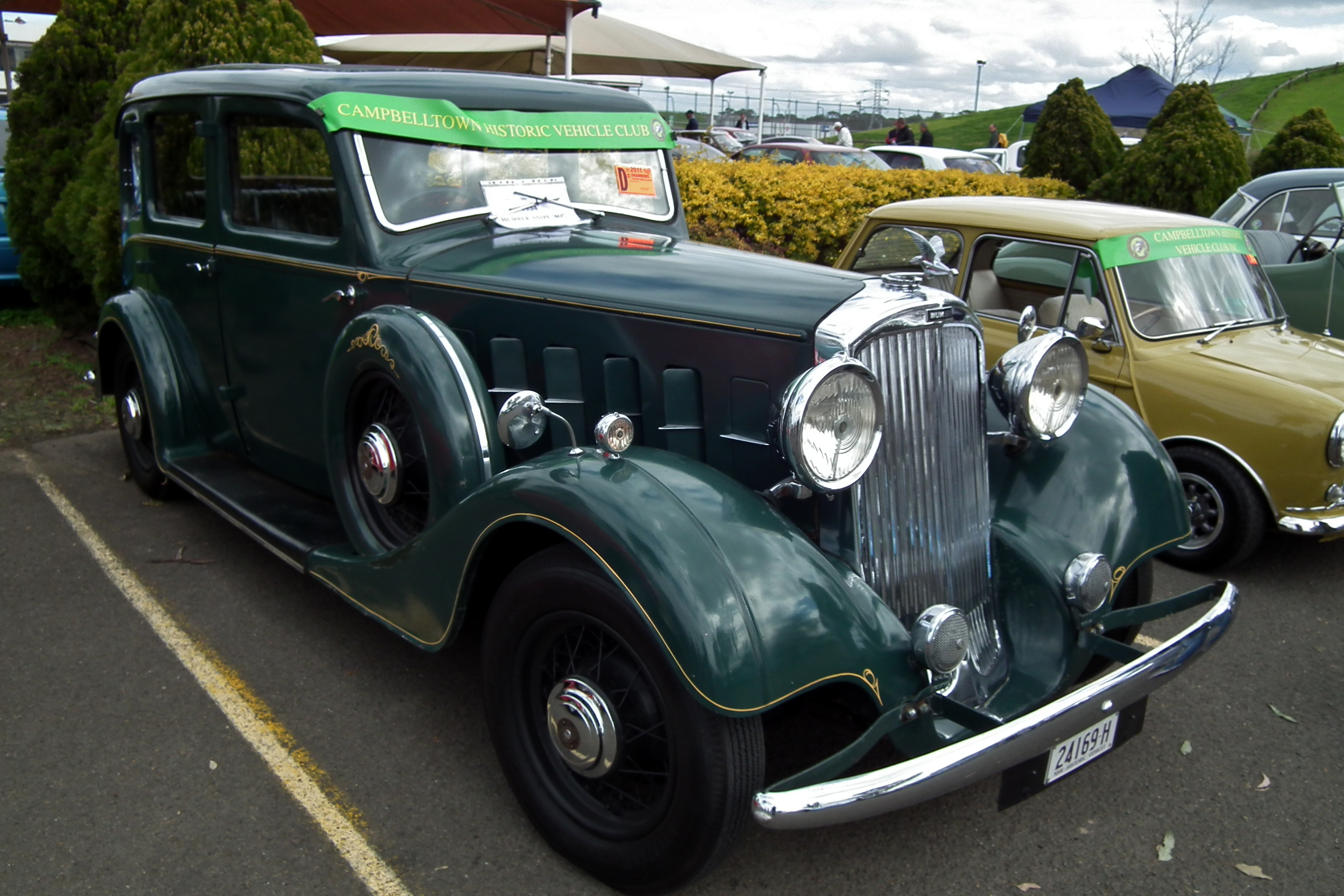
Snipe 80 de 1934

La carrosserie berline conservatrice 4 ou 6 vitres latérales avec roues de secours montées sur les ailes avant intégrait à l'arrière des portes à charnières pour les passagers arrière. Une berline tissu (jusqu'en 1930), une berline sport "tourer" (randonneuse) et un "drophead coupé" (une décapotable) étaient aussi répertoriés. Des châssis nus sont également fournis à des carrossiers extérieurs. En 1930 sur le marché intérieur, le châssis est vendu pour £410, le tourer £495, le coupé £565 et la berline £535. Avec un empattement de 120 pouces (trois mètres) et une longueur totale de 173 pouces (4,4 m), la voiture était, selon les normes du marché britannique, plus grande et plus spacieuse que la moyenne des voitures familiales, comme la plus courante Hillman Minx de l'époque, l'entreprise Hillman ayant été acquise par Humber en 1928. Avec le succès de la Snipe, Humber a réussi "où beaucoup ont échoué, la commercialisation de grosses voitures à prix compétitifs".
Il y avait plusieurs petites modifications de carrosserie pour 1933, y compris les essuie-glaces montés en dessous plutôt qu'au-dessus du pare-brise, des indicateurs de direction en retrait et des peintures deux tons sur la berline sportive quatre vitres. 1205 exemplaires du modèle 1933 ont été produits.
En 1931, une flotte de Snipes a été utilisée par le Prince de Galles lors de sa visite des Antilles.
La carrosserie et le châssis ont été partagés avec les modèles 16-50 (1930-32) et 16-60 (1933) à plus petit moteur.

## 1936-1937
1936 voit l'empattement croître de 4 pouces (10 cm) à 124 pouces (315 cm), tandis que la longueur totale de la carrosserie a augmenté de 2 pouces (5 cm). Le châssis était neuf avec une suspension avant indépendante à ressort transversal. Le système de freinage utilise dorénavant un servo à dépression. Les carrosseries disponibles sont les berlines 4 et 6 fenêtres latérales, une berline sportive et un coupé décapotable. La voiture est équipée d'un moteur 6 cylindres de 4 086 cm3 produisant 100 ch qui sera aussi celui de la Humber Super Snipe d'après-guerre. Une vitesse de pointe de 84 miles/h (135 km/h) est revendiquée.
2 652 exemplaires sont produits.
Les châssis et carrosseries de cette gamme ont été utilisés sur les Humber 18 à plus petits moteurs.

## 1938-1940
Peut-être par crainte que la Snipe soit trop imposante pour le marché, le modèle 1938 utilisait le plus petit moteur à ce jour, avec un empattement réduit à 114 pouces (290 cm) et la longueur totale restant à 175 pouces (4,445 m), reflétant des formes de carrosserie plus simples, la même que sur la Hillman 14. Le moteur six cylindres à soupapes latérales de 3 180 cm3 propulse la voiture à une vitesse de pointe de 79 mi/h (127 km/h), ce qui reflète une puissance de sortie réduite à 75 ch.
Les changements pour le modèle 1939 ont été un nouveau châssis renforcé par une croix et des freins hydrauliques. La Snipe et sa sœur devenaient plus fortement différenciées l'une de l'autre, surtout que la Humber Pullman a continué à être équipée du premier moteur de 4 086 cm3, plus puissant.
2 706 exemplaires ont été produits.

## 1940-1945
La disponibilité civile se termine en 1940, lorsque l'usine a été en grande partie consacrée à la production de l’Ironside, Voiture de Reconnaissance légère, bien que les berlines Humber sur base de modèles d'avant 1940 aient continué à être construites pour l'usage du gouvernement et comme voiture d'état-major.

## 1945-1948
Avant la fin de 1945, Humber avait annoncé sa gamme d'après-guerre. Quatre voitures ont été présentées, ce qui était très proche de l'offre Humber juste avant la guerre. Au sommet de la gamme on trouvait toujours la Humber Pullman. Les trois autres modèles partagèrent une carrosserie qui, bien que plus petite que celle de la Pullman, soutenait la tradition Humber d'offrir une belle voiture pour son prix. Il y avait la quatre cylindres Humber Hawk et les six cylindres Humber Snipe et Humber Super Snipe.
Le moteur à soupapes latérales de six cylindres de la Snipe de 1945 faisait seulement 2 731 cm3 et remonte à la Humber 18 de 1935. La puissance maximale et la vitesse ont été annoncées respectivement à 65 ch et 72 miles/h (116 km/h). Pour les clients qui se souvenaient de la Snipe comme un  véhicule plus puissant, la voiture pouvait également être livrée avec le 4 086 cm3 de 100 ch, le moteur qui avait été utilisé dans les années 1930 et qui était encore le standard de la Humber Pullman en 1945. Équipée de ce moteur, la voiture fut nommée Humber Super Snipe. Lors de la mise à jour de la gamme Humber pour l'année 1948, la Snipe a été retirée, ne laissant que la Hawk et la Super Snipe aux côtés de la grande Pullman.
1 240 exemplaires ont été faits.

## Catalogue Humber  de 1930
"Ces Voitures Que Même Humber n'avait Jamais Construites Avant"
| '                                  | LES MODÈLES ET LES PRIX DE LA NOUVELLE SAISON | '      |
| Humber                             | "Snipe" Voiture De Tourisme                   | £495   |
| Humber                             | "Snipe" Berline Weymann 6 vitres              | £535   |
| Humber                             | "Snipe" Berline                               | £535   |
| Humber                             | "Snipe" Coupé Quatre Portes Weymann           | £545   |
| Humber                             | "Snipe" Coupé décapotable                     | £565   |
| Humber                             | "Pullman" Landaulette                         | £775   |
| Humber                             | "Pullman" Limousine                           | £775   |
| Humber                             | Cabriolet de Ville                            | £1.095 |
| (Carrosserie par Thrupp & Maberly) |                                               |        |